# 壬生中将
壬生 中将（みぶの ちゅうじょう）は、日本の男性声優。主にアダルトゲームに声をあてている。

## 出演
太字は主役・メインキャラクター。

### アダルトアニメ
- 詩乃先生の誘惑授業（2004年、千葉紀之）

### アダルトゲーム
- Imitation Lover（2006年、城戸尚也[1]）
- ef - Second Fan Mix. / ef - the latter tale.（2007年 - 2008年、火村夕） - 2作品
- Like a Butler（2009年、天河由宇[2]）
- eden* PLUS+MOSAIC（2009年、稲葉直人）
- かしましコミュニケーション（2010年、真島幸太[3]）
- 天使の日曜日 -“ef - a fairy tale of the two.”Pleasurable Box.（2010年、火村夕）
- 相州戦神館學園 八命陣（2014年、柊聖十郎）
- 相州戦神館學園 万仙陣（2015年、柊聖十郎、緋衣征志郎）

### ドラマCD
- ef - a fairy tale of the two.ドラマCD vol.3「千尋がいなくなる日」、vol.4「ミズキの時代劇」（2007年、火村夕[4][5]）
- ef - a fairy tale of the two.ドラマCD DX1「夕と優子の幸せな冬」（2008年、火村夕[6]）